# Стехново (Ленинградская область)
Стехново — деревня в Лидском сельском поселении Бокситогорского района Ленинградской области.

## Название
Происходит от старинного новгородского имени Стехно.

## История
Согласно X-ой ревизии 1857 года:

СТЕХНОВО — деревня, принадлежит Ушаковым: хозяйств — 10, жителей: 26 м. п., 23 ж. п., всего 49 чел.

По земской переписи 1895 года:

СТЕХНОВО — деревня, крестьяне бывшие Ушаковых: хозяйств — 10, жителей: 27 м. п., 26 ж. п., всего 53 чел.

В конце XIX — начале XX века деревня административно относилась к Верховско-Вольской волости 1-го земского участка 3-го стана Устюженского уезда Новгородской губернии.
В начале XX века близ деревни находился жальник.

СТЕХНОВО I — деревня Стехновского сельского общества, число дворов — 11, число домов — 14, число жителей: 34 м. п., 35 ж. п.; Занятие жителей: земледелие, лесные заработки. Колодцы. Земская школа. Смежна с дер. Стехново II. 

СТЕХНОВО II — деревня крестьян собственников Скверского товарищества, число дворов — 10, число домов — 18, число жителей: 26 м. п., 25 ж. п.; Занятие жителей: земледелие, лесные заработки. Колодцы. Лавка. Смежна с дер. Стехново I. (1910 год)

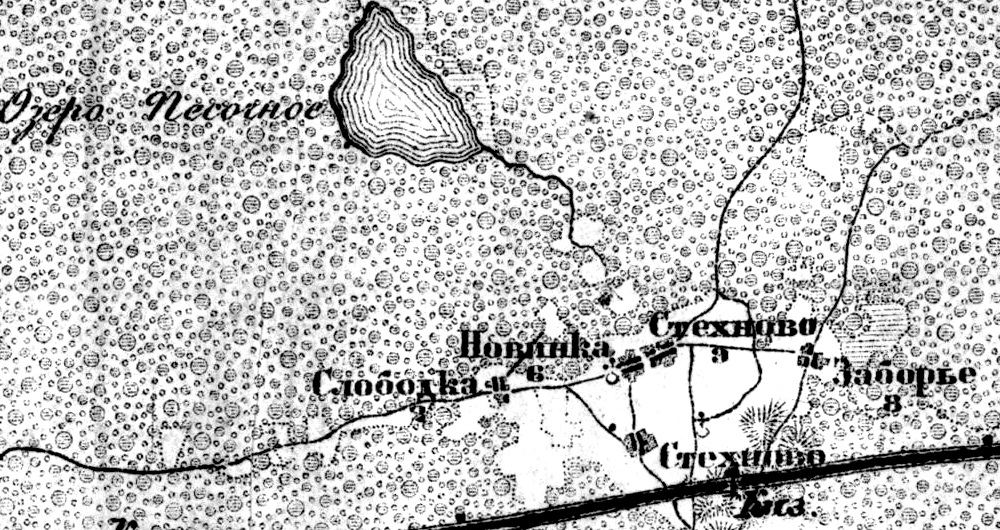
Деревня Стехново на карте 1917 года

Согласно военно-топографической карте Новгородской губернии издания 1917 года деревня состояла из двух частей, северная часть состояла из 9 крестьянских дворов. В северной и близ южной частей деревни находились две деревянные часовни.
С 1917 по 1927 год деревни Стехново 1 и Стехново 2 входили в состав Советской волости Устюженского уезда Череповецкой губернии.
С 1927 года, в составе Шибаловского сельсовета Ефимовского района.
По данным 1933 года деревни Стахново 1-е и Стахново 2-е входили в состав Шибаловского сельсовета Ефимовского района.
В 1940 году общее население деревни составляло 161 человек.
С 1959 года, в составе Подборовского сельсовета.
С 1965 года, в составе Бокситогорского района.
По данным 1966, 1973 и 1990 годов деревня Стехново входила в состав Подборовского сельсовета.
В 1997 году в деревне Стехново Подборовской волости проживали 17 человек, в 2002 году — 15 человек (все русские).
16 февраля 2005 года областным законом № 8-оз деревня Заборье и деревня Стехново были объединены в один населённый пункт — деревню Стехново.
В 2007 году в деревне Стехново Подборовского сельского поселения проживали 6 человек, в 2010 году — также 6 человек.
Со 2 июня 2014 года — в составе вновь созданного Лидского сельского поселения Бокситогорского района.
В 2015 году в деревне Стехново Лидского СП проживали 2 человека.

## География
Деревня расположена в восточной части района близ железнодорожной линии Волховстрой I — Вологда, к северу от автодороги 41К-033 (Сомино — Ольеши).
Расстояние до посёлка Подборовье — 6 км.
Ближайшая железнодорожная станция — Подборовье. 
К северо-западу от деревни находится озеро Песочное.

## Демография
| 1997 | 2002 | 2007 | 2010 | 2017 |
| ---- | ---- | ---- | ---- | ---- |
| 17   | ↘15  | ↘6   | →6   | ↘3   |

## Инфраструктура
На 1 января 2016 года в деревне было зарегистрировано 2 домохозяйства.